# Jagdgeschwader 77 »Herz As«
Jagdgeschwader 77 »Herz As« (dobesedno slovensko: Lovski polk 77 »Herz As«; kratica JG 77) je bil lovski letalski polk (Geschwader) v sestavi nemške Luftwaffe med drugo svetovno vojno.

## Organizacija
- štab
- I. skupina
- II. skupina
- III. skupina
- Nadomestna skupina

## Vodstvo polka
Poveljniki polka (Geschwaderkommodore)
- Podpolkovnik Eitel Roediger von Manteuffel: 1. oktober 1939
- Major Bernhard Woldenga: 22. december 1940
- Major Gotthard Handrick: 23. junij 1941
- Major Gordon M. Gollob: 16. maj 1942
- Major Joachim Müncheberg: 1. oktober 1942
- Podpolkovnik Johannes Steinhoff: 1. april 1943
- Major Johannes Wiese: 1. december 1944
- Major Siegfried Freytag: 26. december 1944
- Major Erich Leie: 29. december  1944
- Major Siegfried Freytag: 7. marec 1945
- Major Fritz Losigkeit: 1. april 1945